# William Alexander
William John Alexander (1. dubna 1797 – 31. března 1873) byl britský právník a 3. baronet Alexander.

## Život
Narodil se 1. dubna 1797 jako syn Sira Roberta Alexandera, 2. baroneta a jeho manželky Elisy Wallis. Roku 1859 po smrti svého otce zdědil titul baronet. Studoval na Univerzitě v Dublinu a poté na Trinity College v Cambridge kde získal bakalářský titul a později magisterský.
Roku 1844 byl jmenován Queen's Counsel (královnin advokát). Roku 1863 byl Eduardem, princem z Walesu jmenován generálním prokurátorem vévodství Cornwall.
Zemřel 31. března 1873 svobodný a bezdětný.